# Enterosora asplenioides
Enterosora asplenioides är en stensöteväxtart som beskrevs av Luther Earl Bishop. Enterosora asplenioides ingår i släktet Enterosora och familjen Polypodiaceae. Inga underarter finns listade.